# 관정이종환교육재단
관정재단(冠廷財團, The Kwanjeong Foundation)은 장학 목적 사업비를 년간 가장 많이 지급하고 있는 국내 최대 대한민국장학재단이다. 
삼영화학그룹 이종환 회장이 10억원의 사재를 들여 2000년 6월 23일 '관정이종환재단'을 만들었고 2년 후에 '관정이종환교육재단(冠廷李鍾煥敎育財團)'으로 이름을 바꾸었고 2019년에 1조원을 재단 장학 사업을 위해 운영하고 있다. 2025년 5월에는 목적사업의 확대를 위하여 '관정재단'으로 명칭을 변경하였다. 

## 역사 (History)
- 관정 이종환은 1924년 경상남도 의령에서 태어나 마산고등학교를 졸업하였고, 1944년 일본 메이지대학교 경상학과를 2년 수료했다. 그 후 학병으로 끌려가 소, 만 국경과 오키나와를 오가며 사선을 넘나들다가 해방을 맞이하였다.

- 일찍이 사업에 투신하여 1958년에는 삼영화학공업 주식회사를 창업하기에 이르렀고, 현재는 10여 개의 회사를 거느리는 삼영그룹으로 발전시켰다. 특히, 97세의 나이인데도 경영 일선에서 역동적으로 활동하고 있는 보기 드문 창업 1세대 기업인이다.

- 대한민국의 인류 발전을 위한 1등 인재 육성을 위하여 1년 10개월에 걸쳐 준비작업을 마치고, 2002년 4월 30일에 장학을 위주로 한 ‘관정이종환교육재단’으로 이름을 바꾸어 현재까지 이어지고 있으며, 계속되는 재산 출연으로 2019년 말 현재에는 1조원에 도달하였으며, 이는 그의 전재산의 97%에 상당하는 정도이다.

 “결단이 서고는 거칠 것이 없었다.  재산을 정리해서 재단에 넣는 절차를 숨가쁘게 밟아나갔다.  내 마음이 흔들릴 수 있기 때문이기도 했다.  한 건씩 넣을 때마다 내 재산은 줄어들었지만 내 마음은 더 커져가는 것을 느꼈다.  평범한 사람들은 나를 바보라 할지 모른다.  그것은 베풂의 기쁨을 모르는 사람들의 이야기일 뿐이다.  인생은 어차피 ‘공수래공수거(空手來空手去)’라고 한다.  그러나 그것은 단순히 ‘빈손으로 왔다 빈손으로 간다’ 또는 ‘빈손으로 왔으니 아무 것도 채우지 않고 빈손으로 가면 된다.’, ‘빈손으로 왔으니 아무 것도 하지 않다 빈손으로 가도 된다’는 뜻이 아니다.  나는 ‘빈손으로 왔다가 손을 채운 다음 갈 때는 빈손으로 가라’는 뜻으로 풀이했다.  나는 그것을 실천하고 있는 것이다.”

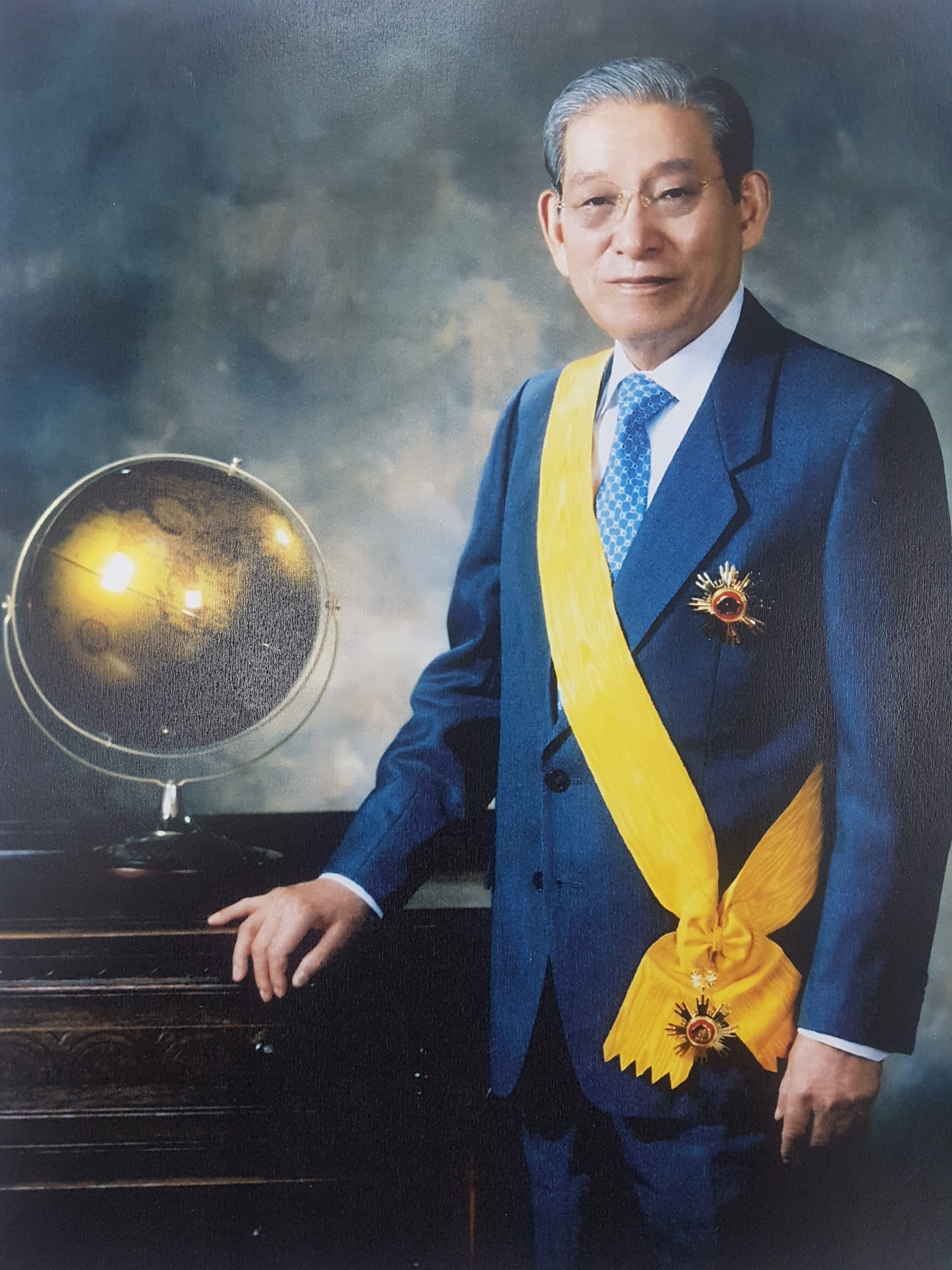
국민훈장 무궁화장 수훈 2009

이종환, 자서전 '정도(正道)', 2008

## 관정 이종환(冠廷 李鍾煥) 회장
- 1924 경남 의령에서 출생
- 1942 경남 마산중학교 5년 졸업
- 1944 일본 메이지대학 경상학과 2년 수료
- 1959 삼영화학공업 주식회사 설립(서울)
- 1978 삼영산업 주식회사 설립, 고려애자공업주식회사 설립
- 1985 대통령 표창 (애자 신제품 개발 공로)
- 2000 재단법인 관정이종환재단 설립
- 2002 재단법인 관정이종환교육재단으로 개칭
- 2003 금탑산업훈장 수훈(대통령), 제5회 장영실과학문학상 본상 수상
- 2004 백범 문화상 수상
- 2007 아름다운 CEO상 수상
- 2009 국민훈장 무궁화장 수상, 주식회사 삼영중공업 설립
- 2012 서울대학교 관정도서관 건립 600억 기부협약 체결
- 2014 서울대학교 명예공학박사학위 취득
- 2023.9.13 영면

## 관정재단
- 관정재단은 대한민국 최우수 인재들을 선발하여 각 분야에서 세계적인 인물로 성장할 수 있도록 아낌없이 지원하고 있다.
- 특히 자연이공계 학생들을 집중적으로 지원함으로써 대한민국의 노벨상 수상자 배출을 기대하고 있다.
- 이러한 이상을 실현하기 위해서, ‘Challenge, Creativity, Contrubution’이라는 3C 정신에 부합하는 인재를 선발하고 있다.
- 현재 국외 장학생 연 300명, 국내 장학생 연 200명에게 장학금을 지급하고 있다.
- 2019년 현재 장학생 수가 연인원 1만명을 넘어서고 있으며, 전체장학금 지급액은 2,300억원에 이른다.
- 또한, 전세계에서 활발하게 활동하고 있는 박사학위 연구자가 600여명이 된다.

### 관정 인재상 (3C)
- Challenge : 뚜렷하고 구체적인 학문적 목표를 가진 학생
- Creativity : 탁월한 학습능력과 창의성, 열정을 지닌 학생

- Contribution : 국가 및 인류사회에 헌신하고자 하는 신체 건강한 학생

### 관정 국외 장학생
- 국외 유수대학 및 대학원에 신입학하는 대한민국 국적의 학생을 대상으로 하며, 매년 평균 90여명의 학생을 선발
- 과정별로는 학부 10%, 석사 20%, 박사 70%의 비율로 선발
- 지역별로 미국(73%), 중국(14%), 영국(5.2%), 일본(2.3%)순으로 장학생이 선발되었음.
- 독일, 프랑스, 러시아, 캐나다, 스위스, 싱가폴, 홍콩, 이탈리아 등의 나라로 유학가는 학생들도 선발
- 학교별로는 2019년 현재 MIT 127명, Stanford 113명, Harvard 61명, UC Brekeley 57명, Columbia 48명, 북경대 101명 등의 장학생을 선발

### 관정 국내 장학생
- 국공립대학 및 유명 사립대학으로부터 최우수 학생들을 추천 받아 매년 100여명의 학생을 선발
- 학부의 경우 5학기부터 졸업시까지 장학금 지급
- 대학원의 경우 입학부터 총 4학기 동안 장학금을 지급

### 주요연혁
- 2000. 06. 법인 설립(재단법인 관정이종환재단)
- 2001. 09. 제주 국제화 장학재단 장학사업 지원
- 2002. 04. 재단명칭변경(재단법인 관정이종환교육재단) / 기본재산 3천억원으로 국내 최대 장학재단 공식 출범
- 2002. 11. 미국 존스홉킨스대학교 국제대학원 한반도 평화 프로그램 지원
- 2002. 12. 기업분석 전문지 'Equitable' 2002년도 최우수 재단 선정
- 2010. 11. 국민들의 국가 의식 고취를 위해 국기게양대 제작 및 기증 / 의령 충익사, 일산 동구청 문화공원, 오두산 통일전망대, 칠곡군 다부동
- 2011. 06. 국기게양대 추가 제작 및 기증 (진주 남강 야외무대)
- 2012. 05. 서울대학교 관정도서관 건립 600억 기부협약 체결
- 2012. 07. 중국 절강대학 관정이종환교육재단 장학금 지원

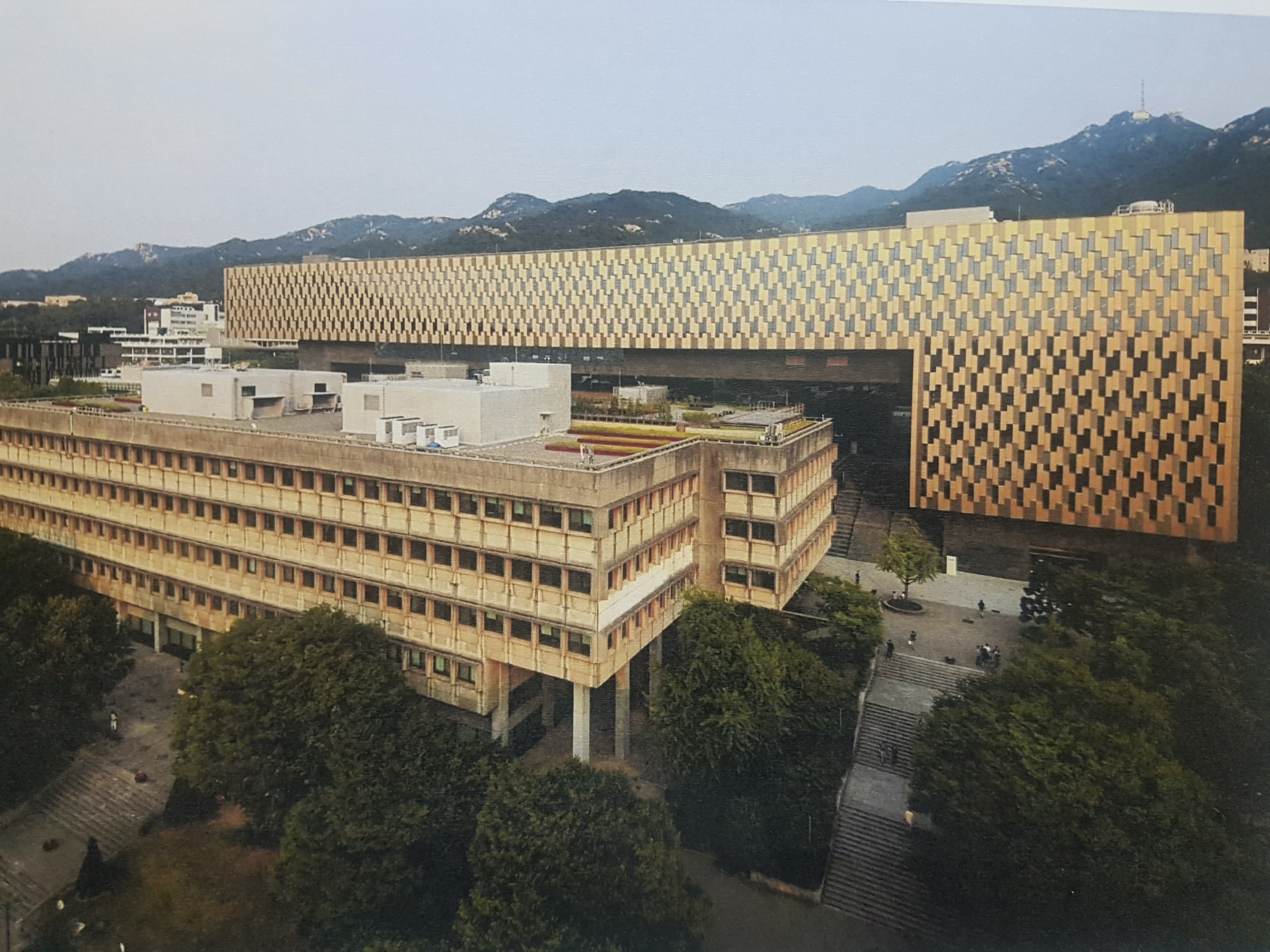
서울대학교 관정도서관 2015년 2월 23일 개관 / 이종환 회장의 아호 관정(冠廷)을 따와 ‘관정관’이라 부름 / 총8층 (지하1층, 지상7층), 총면적 25,834㎡

## 주사무소 및 분사무소 현황
- 주사무소: 서울특별시 종로구 청계천로 35, 관정빌딩 13층
- 구로: 서울특별시 구로구 경인로63길 17 (신도림동)
- 제주: 제주특별자치도 제주시 삼성로 9 (이도일동)

## 논란
재단 설립자 이종환 회장이 별세하면서 여러가지 논란이 발생했다. 이종환 전 명예회장은 본인의 직계비속이 관정재단에 관여하지 않도록 하고 유산을 온전히 사회에 환원하기 위해 ‘특별유훈(2021년 2월 15일)’을 남겼다고 한다. 그런데 이 특별유훈에는 차명으로 된 부동산과 주식을 관정재단으로 귀속토록 한다는 내용이 담겼다고 한다. 그러자 신전대협측에서 조세포탈혐의로 검찰에 고발했다.
고(故) 이종환 삼영화학그룹 명예회장이 설립해 수십년 동안 운영하던 타일 제조업체 삼영산업이 2024년 1월 경영악화를 이유로 전 직원에게 해고를 통보했다. 삼영산업 직원들은 창업주의 무리한 기부가 경영 악화의 원인이라고 주장한다. 2007년 삼영산업의 공장부지와 건물을 모두 관정이종환교육재단에 기부해, 회사는 해마다 재단에 임대료를 내고 공장을 운영해왔다고 주장한다.